# Menkauhor
Menkauhor fou un faraó de la dinastia V de l'antic Egipte que va governar abans del 2300 aC.
El seu nom Horus era Menkau ('El que ha aparegut'), l'Horus d'or era Biknubhedj ('Falcó daurat i platejat'); el nom Sa Ra Menkauhor ('L'Horus de Ka roman', o 'L'ànima de Re és eterna'); nom de naixença Ikauhor o Kaiu (Kalu) o Hor-ikaw, 'Re ha aparegut'. És el Menkeris de Manethó. Apareix en la llista d'Abidos i en la llista de Saqqara (Menkahor). Aquest faraó no es va titular "fill de Re" com havien fet els seus predecessors.
Va succeir a Niuserre, però no se sap quina relació familiar tenia amb ell, és possible que en fos fill, i en aquest cas probablement la seva mare seria Reput-Nebu, encara que també podia ser fill de Neferefre i la seva dona Khentakawess III. El seu successor Djedkare devia ser el seu germà o fill. No se sap res de les seves circumstàncies familiars.
El papir de Torí li dona un regnat de 8 anys i Manethó diu que en foren 9.
S'ha trobat una inscripció amb el seu nom a Maghara, al Sinaí. Una estàtua d'alabastre del faraó està avui al Museu d'Antiguitats Egípcies del Caire. Un segell amb el seu nom es va trobar a Abusir.
No va abandonar el culte de Re i va construir un temple solar anomenat "Horitzó de Re" (Akhet Re), que no s'ha trobat, però sí les tombes d'alguns sacerdots d'aquest temple. Un relleu en què el faraó és adorat es troba ara al Museu del Louvre de París.
No s'ha trobat la seva piràmide funerària. És possible que fos l'anomenada piràmide 50 de Lepsius, a Dashur, o bé la 29 de Lepsius (anomenada piràmide sense cap) a Saqqara, a l'est del complex de Teti. Un decret de Pepi I esmenta la piràmide de Menkauhor i un temple solar del faraó a Abusir. Els seus successors van tenir la piràmide funerària a Saqqara i Menkauhor la va poder tenir a Abusir, com els antecessors, o a Saqqara com els successors. La piràmide es deia "La piràmide dels llocs divins".
El va succeir Djedkare.